# Ouargaye
Ouargaye is een stad in Burkina Faso en is de hoofdplaats van de provincie Koulpélogo.
Ouargaye telde in 2006 bij de volkstelling 10.100 inwoners.

## Stedenband
Ouargaye heeft een stedenband met:
- Fougères (Frankrijk)